# Silviano Brandão
Pour les articles homonymes, voir Brandão (homonymie).
Francisco Silviano de Almeida Brandão (Santana do Sapucaí, aujourd'hui Silvianópolis, 7 mars 1848 — Belo Horizonte, 25 septembre 1902) est un homme politique brésilien. 
Élu vice-président de la république des États-Unis du Brésil avec le président Rodrigues Alves (1902-1906), il meurt avant de prendre ses fonctions. Médecin, il est également président de l'État du Minas Gerais de 1898 à 1902.